# Charles Chanteaud
Charles Chanteaud est un pharmacien français né à La Souterraine (Creuse) le 28 mai 1831 et décédé à Chambourcy le 10 décembre 1905, qui a introduit en France, en 1872, la médecine dosimétrique inventée par Adolphe Burggraeve.